# Strategikon
Lo Strategikon (in greco antico: Στρατηγικόν?) è un manuale sulla guerra del VI secolo redatto dall'imperatore romano d'oriente Maurizio; è soprattutto un manuale pratico, "un manuale piccolo ed elementare", secondo l'introduzione, "per coloro che si dedicano al comando militare". È ancora incerto chi sia il vero autore dello Strategikon: Maurizio potrebbe averlo solo iniziato e forse suo fratello o un generale della sua corte potrebbe essere il vero autore.
Il testo fu scritto in greco, divenuto lingua ufficiale dell'impero romano d'oriente, sebbene numerosi termini adoperati siano chiaramente di derivazione latina.
Lo Strategikon fu anche il tentativo di codificare le riforme militari promulgate dall'imperatore-soldato Maurizio. Queste riforme rimasero in vigore per 500 anni, fino all'XI secolo.
L'opera consiste di dodici capitoli o "libri" e si occupa di tutto ciò che riguarda l'organizzazione, l'addestramento ed il supporto per le truppe a cavallo. Include anche piani per reclutare una milizia di contadini in modo tale da sostituire le armate mercenarie. Di particolare importanza ed interesse etnografico è l'undicesimo libro, che descrive molti dei nemici di Bisanzio (Franchi, Longobardi, Avari, Persiani e Slavi). Lo Strategikon appartiene anche alla letteratura legale dell'impero romano d'oriente in quanto contiene la lista delle infrazioni militari e delle relative punizioni.
Lo Strategikon fu molto stimato negli ambienti militari in quanto primo e unico esempio di una raffinata teoria dell'utilizzo combinato delle varie tecniche belliche fino alla seconda guerra mondiale.